# شهرستان پانشان
شهرستان پانشان (به لاتین: Panshan County) یک منطقهٔ مسکونی در چین است که در پینجین واقع شده‌است.